# سامي حداد
سامي حداد (14 أغسطس 1939 - 19 يناير 2021) هو إعلامي أردني وأحد أقدم مذيعي قناة الجزيرة. قدم منذ منتصف التسعينات إلى نوفمبر 2009 برنامج «أكثر من رأي» الذي استضاف به ضيوف مختلفين في الآراء والتوجهات والذي يقدمه من لندن، ويُعدّ من أشهر مذيعي الجزيرة.

## حياته
وُلد سامي حنا حداد في 14 أغسطس (آب) 1939. تختلف المصادر حول أصله وجنسيته، فتذكر بعضها أنهُ وُلد في السلط بالأردن، وتكتفي مصادر أُخرى في توضيح أنهُ أُردني الجنسية، وتؤكد أُخرى أنه فلسطيني الجنسية، حيث تذكر مثلًا «إعلامي فلسطيني مقيم في لندن»، كما تذكر بعضها أنهُ أُردنيٌ من أصلٍ فلسطيني، فمثلًا تذكر «الشاعر والإعلامي الأردني - الفلسطيني سامي حداد». اكتفت مصادرٌ بوصفه على أنه إعلاميٌ عربي. بعد وفاة سامي نعاهُ أخوه سمير بمنشورٍ عبر موقع فيس بوك: «أعتذر للأصدقاء و المتابعين الحريصين الذي يعرفون أن سامي حداد أردني، فسارعوا بالتواصل و الكتابة عندما وجدوا أن  موقع ويكيبيديا عرف عنه بأنه فلسطيني، و إعتزازنا بفلسطين ليس له حدود و افتخارنا بتلك البقعة المشرفة عظيم جداً، لكن قدرنا الحقيقي والذي نفتخر و نعتز به أننا أردنيون، و الإعلامي سامي حداد من صلب التراب الاردني العبق»، مما أكد أنه أُردني الجنسية.
عمل سامي في مجال الإعلام خلال العقود الأربعة الماضية منذ سنة 1974 في القسم العربي بإذاعة بي بي سي، ومنذ العام 1978 شغل منصب رئيس قسم البرامج الأخبارية السياسية. في العام 1994 انتقل إلى بي بي سي الفضائية (أغلقت عام 1996) كرئيس للقسم العربي ومقدما للبرنامج الحواري «ما وراء الخبر». انتقل إلى قناة الجزيرة سنة 1996، قبل أن يتركها إلى لندن ويقدم برنامجه أكثر من رأي من هناك لمدة خمس عشرة سنة قبل أن يتوقف البرنامج عام 2009. بقي موظفًا في قناة الجزيرة، وكان له مكتبه في لندن، وبقي راتبه مستمرًا حتى وفاته.
يُذكر أيضًا أنَّ كان سامي متزوجًا من السيدة جيوفانا برايس، والتي توفيت في 14 ديسمبر (كانون الأول) 2017 في لندن بعد معاناتها مع المرض.

### مسيرته الثقافية
أجاد سامي حداد اللغات الإنكليزية والفرنسية والإيطالية والعربية. وكان مهتمًا بالموسيقى والمسرح ويقرض الشعر أيضًا، حيث كان يكتب شعرًا سياسيًا في ستينات القرن العشرين، خلال مرحلة الأحزاب، والمد القومي العربي، ومرحلة الاعتقالات، والسجون، بعد انتهاء تلك الفترة تحول شعره إلى الغزل. له ديوانٌ بعنوان «القلوع الشاردة»، وكتب مذكراته كإعلامي، تطرق لأهم الشخصيات التي قابلها، سواء كانوا ملوكا أو رؤساء دول.
صدر له في يناير (كانون الثاني) 2020 كتابٌ بعنوان «فدوى طوقان: رسائل حب إلى سامي حداد».

## وفاته
توفي يوم الثلاثاء 19 يناير 2021 ميلاديّا، الموافق 6 جمادى الآخرة 1442 هجريّا عن عمرٍ ناهز 81 عامًا، في العاصمة البريطانيّة لندن، وقد نعاه عدد من الإعلاميين عبر تويتر، منهم الإعلامي فيصل القاسم قائلًا: «رحمة الله على استاذنا ومعلمنا وزميلنا سامي حداد الذي كان من ابرز رجال الاعلام العرب على المستوى العربي.. لروحه السلام ولآل حداد أصدق التعازي وانا لله وانا اليه راجعون.» كما نعته العديد من الشخصيات والوكالات والمواقع الإخبارية.
نعاه أخوه سمير حنّا حداد بمنشورٍ عبر موقع فيس بوك قائلًا «هول الفجيعة كسر جدار الكلام. لم يكن رحيل شقيقي الإعلامي الكبير سامي حداد، الا مقذوفة مهولة عصفت بداخلي فهشمت بقايا الروح المزروعة بأمل اللقاء و الحنين و الذكريات. رحل سامي فغدى قلبي ذاوٍ هزيل، رحيل ترك أثر سياطه و عذاباته على روحي وقلبي و مشاعري. ومن هول المصاب و عظيم الفاجعة بدتُ في ذهول و نسيان كبيرين عن بعض الأعراف و الأصول لمراسم العزاء و سياق التقاليد العامة. فأعتذر للجميع ان كنت قد سهيت عن رد تعليق او مكالمة هاتفية او غيرهما. أعتذر لأهلي الأحياء منهم و الأموات لاني سهيت عن ذكر أسمائهم حين الإعلان عن وفاة شقيقي سامي، فوالدي، والدتي، شقيقاتي و اشقائي و ابنائهم، كان المفروض ان أذكرهم فرداً فرداً. أعتذر للأصدقاء و المتابعين الحريصين الذي يعرفون ان سامي حداد أردني، فسارعوا بالتواصل و الكتابة عندما وجدوا ان موقع ويكبيديا عرف عنه بأنه فلسطيني، و إعتزازنا بفلسطين ليس له حدود و افتخارنا بتلك البقعة المشرفة عظيم جداً، لكن قدرنا الحقيقي والذي نفتخر و نعتز به أننا أردنيون، و الإعلامي سامي حداد من صلب التراب الاردني العبق. أخي سامي رحيلك هشم اشياء كثيرة بداخلي فقلبي ينزف دماً و عيني تذرف دمعاً، لكنني أعيد ما عزيتك به فأقول. الرب أعطى و الرب أخذ فليكن أسم الرب مبارك».